# Activine
L'activine est une hormone qui influence les sécrétions de l'Hormone folliculo-stimulante (FSH) et qui participe donc à la régulation du cycle menstruel. 
Elle aurait également, avec ses récepteurs, de nombreuses fonctions dans le cerveau.
Elle participerait notamment au maintien de la mémoire à long terme ainsi qu'à la phase tardive de la potentialisation à long terme.
Elle fait partie de la classe des TGF-bêta (Transforming Growth Factor-β).

## Structure
Elle comporte deux sous-unités, chacune de deux types différents, βA et βB. La combinaison des différentes sous-unités forme trois types d'activine, nommés A, B et AB.

## Action
Elle produit les effets contraires de l'inhibine et agit notamment sur la prolifération cellulaire, la différenciation, l'apoptose, le métabolisme, l'homéostasie, la réponse immunitaire, et les fonctions endocrine.
Elle stimule également la sécrétion d'aromatase.
La production d'activine A est stimulée dans le cœur en cas de lésion cardiaque et aurait une action protectrice, la FSTL3 antagonisant cet effet .
L'activine A est également surexprimée dans de nombreux cancers et contribue notamment à la progression tumorale dans le mélanome.